# Getúlio Teixeira Guimarães
Getúlio Teixeira Guimarães (ur. 17 października 1937 w Cipotânea, zm. 1 sierpnia 2020 w Cornélio Procópio) – brazylijski duchowny rzymskokatolicki, w latach 1984–2014 biskup Cornélio Procópio.

## Życiorys
Święcenia kapłańskie przyjął 4 sierpnia 1966. 20 grudnia 1980 został prekonizowany biskupem pomocniczym Ponta Grossa ze stolicą tytularną Tabbora. Sakrę biskupią otrzymał 22 marca 1981. 26 marca 1984 został mianowany biskupem Cornélio Procópio. 26 marca 2014 przeszedł na emeryturę.